# Thomas Köhler (Fußballspieler)
Thomas Köhler (* 17. Juni 1967) ist ein ehemaliger deutscher Fußballtorhüter und derzeitiger -trainer. Seit 2018 ist er Torwarttrainer und Leiter des Nachwuchsleistungszentrums des Chemnitzer FC.

## Spielerkarriere
Über den Nachwuchsbereich des FC Rot-Weiß Erfurt und die Ligamannschaft der BSG Robotron Sömmerda gelangte Thomas Köhler in der Winterpause 1988/89 zur SG Dynamo Dresden. Sein Debüt in der höchsten Spielklasse der DDR gab der 1,94 Meter große Torhüter am 27. Mai 1989 beim 1:1 der Dynamos bei der BSG Wismut Aue. In der Saison 1988/89 der DDR-Oberliga bestritt Köhler nur diesen einen Einsatz und in der Saison 1989/90 weitere sieben Einsätze für Dynamo Dresden, wodurch er in beiden Spielzeiten zur jeweils gewonnenen Meisterschaft der Sachsen beitrug, die zudem 1989/90 den FDGB-Pokal gewannen. Seinem Torwart-Konkurrenten Ronny Teuber konnte Köhler aber dessen Stammplatz nicht dauerhaft streitig machen, so dass er auch im mit den Meisterschaften erreichten Landesmeisterpokal lediglich zu zwei Einsätzen kam, welche er 1990/91 im Viertelfinale gegen den späteren Pokalsieger Belgrad bestritt. Insgesamt bestritt er 17 Oberligaspiele im Tor der Dresdner Dynamos.
Mit der Eingliederung des ostdeutschen in den nun gesamtdeutschen Ligabetrieb in der Jahresmitte 1991 spielte Köhler zunächst für den drittklassigen Oberligisten FSV Soemtron Sömmerda, für den er in der Saison 1991/92 in der Südstaffel der Amateuroberliga Nordost vier Spiele absolvierte. Bereits im Herbst 1991 jedoch stieß er zum Kader des Bundesligisten Hansa Rostock. In der Saison 1991/92, in der Hansa zum ersten Mal in der höchsten Spielklasse der Bundesrepublik agierte, kam Köhler jedoch zu keinem Einsatz für die Norddeutschen, die beim am Ende gescheiterten Versuch des Klassenerhalts auf Daniel Hoffmann und Jens Kunath setzten.
Im Sommer 1992 schloss sich Köhler dem Oberligisten FC Sachsen Leipzig an, mit dem ihm 1994 die Qualifikation für die neu gegründete, ebenfalls drittklassige Regionalliga gelang. In dieser absolvierte Köhler noch 28 Einsätze für Leipzig während der Saison 1994/95, zu deren Ende Köhlers Mannschaft den zweiten Platz der Abschlusstabelle hinter dem FC Carl Zeiss Jena belegte und somit den Aufstieg in die 2. Bundesliga knapp verpasste.
Köhler verließ Leipzig daraufhin und kehrte zu seinem einstigen Verein 1. FC Dynamo Dresden zurück, der kurz zuvor den Zwangsabstieg in die Regionalliga hatte hinnehmen müssen. In der Saison 1995/96 kam er aufgrund von Verletzungen zwar nur zu 18 Regionalliga-Einsätzen für Dynamo, in den folgenden drei Spielzeiten von 1996/97 bis 1998/99 war Köhler aber Stammtorhüter des Vereins und absolvierte weitere 83 Einsätze für Dresden, wobei ihm in der Spielzeit 1998/99 sogar ein Tor im Spiel gegen den Eisenhüttenstädter FC Stahl gelang (2:2-Remis am 18. September 1998). Dem finanziell angeschlagenen Verein gelang statt der Rückkehr in die höchsten deutschen Spielklassen jedoch nur die Etablierung im Mittelfeld der Regionalliga.
Köhler wechselte daraufhin zur Saison 1999/00 zum Zweitligisten Energie Cottbus, mit dem ihm in seiner ersten Saison der Aufstieg in die Bundesliga gelang. Tomislav Piplica bekam jedoch in der Aufstiegssaison den Vorzug vor Köhler und hütete auch in der Erstliga-Spielzeit 2000/01 das Cottbuser Tor, so dass Köhler für Energie lediglich zu einem Einsatz im DFB-Pokal kam, bevor er seine aktive Karriere im Jahr 2001 beendete.

## Erfolge
- DDR-Oberliga-Meister: 1988/89, 1989/90
- FDGB-Pokal-Sieger: 1989/90

## Trainerkarriere
Am 6. Februar 2005 übernahm Köhler das Traineramt der in der Oberliga Nordost spielenden Zweitvertretung des Energie Cottbus und belegte mit dieser zum Saisonende 2004/05 den siebten Platz der Nord-Staffel. Zur Folgesaison 2005/06 wurde Cottbus II in die Süd-Staffel umgruppiert und erreichte in dieser Spielzeit Rang neun, 2006/07 jedoch stieg Köhler mit Cottbus II in die Regionalliga auf. Zur folgenden Spielzeit 2007/08 arbeitete Köhler als Torwarttrainer im Stab der ersten Cottbuser Mannschaft.
Von April 2008 bis Juni 2009 war Köhler Trainer des Oberligisten VfB Pößneck. Zusätzlich arbeitete er in dieser Zeit als Torwarttrainer beim Regionalligisten VFC Plauen. Ab Juli 2009 war Köhler Torwarttrainer beim Drittligisten FC Rot-Weiß Erfurt.
Am 11. Juni 2010 unterschrieb er einen Zweijahresvertrag bei Dynamo Dresden. Er übernahm dort das Torwarttraining aller Leistungsmannschaften sowie den Cheftrainerposten der 2. Mannschaft. Ab der Saison 2013/2014 übergab Köhler das Training der 2. Mannschaft an Jan Seifert und fokussierte seine Arbeit auf das Torwarttraining. Köhler verließ Dynamo Dresden 2015.
Im Februar 2016 gab Thomas Köhler die Gründung einer Torwart-Schule zusammen mit Benjamin Kirsten bekannt.
Seit Juni 2018 bekleidet Thomas Köhler die Ämter des Leiters des Nachwuchsleistungszentrums sowie des Torwarttrainers beim Chemnitzer FC. Im Juni 2019 gab der Chemnitzer FC bekannt, dass Köhler fortan nur noch als hauptamtlicher Leiter des Nachwuchsleistungszentrums fungieren werde. Seine Stelle als Torwarttrainer der Profimannschaft des CFC übernahm Marcel Höttecke, der bisher für den Nachwuchs von Borussia Mönchengladbach zuständig war.